# Bennecourt
Bennecourt és un municipi francès, situat al departament d'Yvelines i a la regió de Illa de França. L'any 2007 tenia 1.780 habitants.
Forma part del cantó de Bonnières-sur-Seine, del districte de Mantes-la-Jolie i de la Comunitat de comunes Les Portes de l'Île-de-France.

## Demografia

### Població
El 2007 la població de fet de Bennecourt era de 1.780 persones. Hi havia 648 famílies, de les quals 132 eren unipersonals (60 homes vivint sols i 72 dones vivint soles), 204 parelles sense fills, 288 parelles amb fills i 24 famílies monoparentals amb fills.
La població ha evolucionat segons el següent gràfic:
Habitants censats

### Habitatges
El 2007 hi havia 764 habitatges, 668 eren l'habitatge principal de la família, 48 eren segones residències i 48 estaven desocupats. 694 eren cases i 33 eren apartaments. Dels 668 habitatges principals, 570 estaven ocupats pels seus propietaris, 86 estaven llogats i ocupats pels llogaters i 12 estaven cedits a títol gratuït; 7 tenien una cambra, 55 en tenien dues, 107 en tenien tres, 185 en tenien quatre i 314 en tenien cinc o més. 512 habitatges disposaven pel capbaix d'una plaça de pàrquing. A 310 habitatges hi havia un automòbil i a 321 n'hi havia dos o més.

### Piràmide de població
La piràmide de població per edats i sexe el 2009 era:
| Homes | Edats   | Dones |
| ----- | ------- | ----- |
| 0     | 95 o +  | 0     |
| 0     | 90 a 94 | 8     |
| 8     | 85 a 89 | 8     |
| 8     | 80 a 84 | 16    |
| 16    | 75 a 79 | 12    |
| 32    | 70 a 74 | 20    |
| 36    | 65 a 69 | 44    |
| 28    | 60 a 64 | 40    |
| 48    | 55 a 59 | 40    |
| 48    | 50 a 54 | 48    |
| 84    | 45 a 49 | 76    |
| 88    | 40 a 44 | 84    |
| 60    | 35 a 39 | 84    |
| 68    | 30 a 34 | 76    |
| 52    | 25 a 29 | 60    |
| 60    | 20 a 24 | 32    |
| 84    | 15 a 19 | 64    |
| 84    | 10 a 14 | 56    |
| 60    | 5 a 9   | 44    |
| 40    | 0 a 4   | 64    |

## Economia
El 2007 la població en edat de treballar era de 1.200 persones, 945 eren actives i 255 eren inactives. De les 945 persones actives 875 estaven ocupades (487 homes i 388 dones) i 70 estaven aturades (32 homes i 38 dones). De les 255 persones inactives 85 estaven jubilades, 84 estaven estudiant i 86 estaven classificades com a «altres inactius».

### Ingressos
El 2009 a Bennecourt hi havia 671 unitats fiscals que integraven 1.821 persones, la mediana anual d'ingressos fiscals per persona era de 21.695 €.

### Activitats econòmiques
Dels 66 establiments que hi havia el 2007, 1 era d'una empresa alimentària, 1 d'una empresa de fabricació de material elèctric, 2 d'empreses de fabricació d'altres productes industrials, 22 d'empreses de construcció, 18 d'empreses de comerç i reparació d'automòbils, 1 d'una empresa de transport, 1 d'una empresa d'hostatgeria i restauració, 1 d'una empresa d'informació i comunicació, 3 d'empreses immobiliàries, 8 d'empreses de serveis, 5 d'entitats de l'administració pública i 3 d'empreses classificades com a «altres activitats de serveis».
Dels 22 establiments de servei als particulars que hi havia el 2009, 2 eren tallers de reparació d'automòbils i de material agrícola, 7 paletes, 1 guixaire pintor, 4 fusteries, 1 lampisteria, 3 electricistes, 2 perruqueries, 1 restaurant i 1 agència immobiliària.
Dels 6 establiments comercials que hi havia el 2009, 1 era una botiga de menys de 120 m², 1 una fleca, 1 una botiga de roba, 1 una botiga de mobles, 1 una botiga de material de revestiment de parets i terra i 1 una joieria.
L'any 2000 a Bennecourt hi havia 5 explotacions agrícoles.

## Equipaments sanitaris i escolars
El 2009 hi havia 1 escola maternal i 1 escola elemental.

## Poblacions més properes
El següent diagrama mostra les poblacions més properes.